# Philipp Walsleben
Philipp Walsleben (ur. 19 listopada 1987 w Poczdamie) – niemiecki kolarz przełajowy i szosowy, złoty medalista przełajowych mistrzostw świata w kategorii U-23.

## Kariera
Pierwszy sukces w karierze Philipp Walsleben osiągnął w 2009 roku, kiedy zdobył złoty medal w kategorii U-23 podczas przełajowych mistrzostw świata w Hoogerheide. W tej samej kategorii wiekowej zdobył też dwa medale na mistrzostwach Europy: złoty w 2008 roku i srebrny rok wcześniej. Kilkakrotnie zdobywał medale mistrzostw kraju w różnych kategoriach wiekowych. W sezonie 2013/2014 Pucharu Świata w kolarstwie przełajowym był drugi w klasyfikacji generalnej. Wyprzedził go tylko Holender Lars van der Haar, a trzecie miejsce zajął Belg Niels Albert. Brał też udział w wyścigach szosowych, jednak bez większych sukcesów.